# Ам (Сома)
Ам (фр. Ham) насеље је и општина у североисточној Француској у региону Пикардија, у департману Сома која припада префектури Перон.
По подацима из 2011. године у општини је живело 4899 становника, а густина насељености је износила 515,68 становника/km². Општина се простире на површини од 9,5 km². Налази се на средњој надморској висини од 65 метара (максималној 84 m, а минималној 57 m).

## Демографија
| 1962. | 1968. | 1975. | 1982. | 1990. | 1999. | 2011. |
| ----- | ----- | ----- | ----- | ----- | ----- | ----- |
| 5.279 | 5.697 | 6.074 | 6.041 | 5.532 | 5.398 | 4.899 |

График промене броја становника у току последњих година